# Фелисити (телесериал)
«Фели́сити» (англ. Felicity) — американская телевизионная подростковая драма, созданная Дж. Дж. Абрамсом и Мэттом Ривзом, и транслировавшаяся на телеканале The WB с 29 сентября 1998 по 22 мая 2002 года. Сериал охватывает четыре года обучения главной героини, Фелисити Портер (Кери Расселл), в университете Нью-Йорка, рассказывая о её жизни в этот период.
Шоу получило положительные отзывы критиков. Оно выиграло премии «Золотой глобус» и «Эмми», а также выдвигалось на премию Ассоциации телевизионных критиков.

## Актёрский состав
- Кери Расселл — Фелисити Портер
- Скотт Спидмен — Бен Ковингтон
- Эми Джо Джонсон — Джули Эмрик (постоянный состав — 1-3 сезоны; второстепенный состав — 4 сезон)
- Танги Миллер — Елена Тайлер
- Скотт Фоли — Ноэль Крейн
- Грег Гранберг — Шон Блумберг
- Аманда Форман — Меган Ротунди
- Иэн Гомес — Хавьер Клементе Кинтана (постоянный состав — 4 сезон; второстепенный состав — 1-3 сезоны)

## Обзор сезонов
| Сезон | Сезон | Эпизоды | Дата показа      | Дата показа  |
| Сезон | Сезон | Эпизоды | Премьера сезона  | Финал сезона |
| ----- | ----- | ------- | ---------------- | ------------ |
|       | 1     | 22      | 29 сентября 1998 | 25 мая 1999  |
|       | 2     | 23      | 26 сентября 1999 | 24 мая 2000  |
|       | 3     | 17      | 4 октября 2000   | 23 мая 2001  |
|       | 4     | 22      | 10 октября 2001  | 22 мая 2002  |